# Vladdo
Vladimir Flórez, dit Vladdo, est un caricaturiste colombien né le 22 décembre 1963 à Bogota. Il a obtenu différents prix tels que le Premio Nacional de Periodismo Simón Bolívar ou le prix national du journalisme Círculo de Periodistas de Bogotá.

## Vie personnelle
À sa naissance, il s'appelle Diego Ignacio Flórez Flórez avant que sa mère ne décide de le renommer en Vladimir en l'honneur de Lénine. Né à Bogota, il grandit ensuite à Armenia.

## Œuvre
Dès 1994, il publie la rubrique Vladdomanía  dans le magazine Semana. En septembre 2014, il rejoint El Tiempo à Bogota.
En 1997, il crée un personnage féminin nommé Aleida, qui devient peu à peu un allié et une héroïne pour les femmes.
- “Mis memorias: así me recuerda Vladdo”, 1989 (Rodríguez Quito Editores, Colombia)
- “Vladdografías”, 1996 (Ed. Planeta, Colombia)
- “Aleida, a flor de piel”, 1999 (Ed. Planeta, Colombia)
- “Aleida, Manual de Separación” (Ed. Planeta, Colombia)
- “Aleida no está sola” (Ed. Planeta, Colombia)
- “Lo mejor de lo peor”, 2002 (Villegas Editores, Colombia)
- “Aleida” (Ed. Planeta España)
- “Aleida X – 10 años”, 2007 (Villegas Editores, Colombia)
- “Una semana de quince años”, 2009
- “25 años en Obra”, 2011

## Récompenses
Vladdo a reçu plusieurs récompenses nationales et internationales pour son œuvre :
- 1988 : Premio Nacional de Periodismo Simón Bolívar[2].
- 1988 : Premio Nacional de Periodismo del Círculo de Periodistas de Bogotá[2]
- 2002 : Premio de Excelencia otorgado décerné par la Sociedad Interamericana de Prensa[2]

Il a également reçu, à deux reprises, le Premio de Excelencia de la Society for News Design.